# Halowe Mistrzostwa Świata w Lekkoatletyce 2012 – siedmiobój mężczyzn
Siedmiobój mężczyzn – jedna z konkurencji rozgrywanych podczas 14. Halowych Mistrzostw Świata w Stambule.
W przeciwieństwie do pozostałych konkurencji w wielobojach IAAF nie ustaliła określonych minimów, a zaprosiła 8 zawodników według następującego klucza:
- 3 najlepszych zawodników z list światowych w dziesięcioboju w sezonie 2011 (maksymalnie jeden lekkoatleta z jednego kraju)
- 3 najlepszych zawodników z list światowych w siedmioboju w sezonie 2012
- 2 dzikie karty
- w gronie 8 zaproszonych zawodników mogą się znaleźć co najwyżej dwaj zawodnicy z jednego kraju

Z list światowych w dziesięcioboju w 2011 prawo występu otrzymali: 1. (Amerykanin Ashton Eaton), 4. (Estończyk Mikk Pahapill) oraz 5. (Kubańczyk Yordani García) zawodnik list światowych.
Z list światowych w siedmioboju w 2012 zakwalifikowano: 1. (Ukrainiec Ołeksij Kasjanow), 2. (Białorusin Andrej Krauczanka) i 4. (Rosjanin Artiom Łukjanienko) zawodnika. Trzecie, dające prawo występu w Stambule, miejsce na listach zajmował Czech Roman Šebrle, jednak kontuzja odniesiona pod koniec lutego na mistrzostwach kraju uniemożliwiła mu start na mistrzostwach globu. Szósty na listach, świeżo upieczony halowy rekordzista świata juniorów, Amerykanin Gunnar Nixon nie planował występu w Stambule, decydując się na start w rozgrywanych w tym samym czasie mistrzostwach NCAA.
Dziką kartę planowano przyznać obrońcy tytułu – Amerykaninowi Bryanowi Clayowi, ostatecznie 2 dzikie karty trafiły do siódmego na listach w siedmioboju Rosjanina Ilja Szkurieniow oraz, niejako w zastępstwie Romana Šebrle, dziewiątemu na listach Czechowi Adamowi Helceletowi.

## Rekordy
W poniższej tabeli przedstawiono (według stanu przed rozpoczęciem mistrzostw) rekordy świata, halowych mistrzostw świata a także najlepszy wynik na świecie w sezonie halowym 2012.
| Halowy rekord świata              | Ashton Eaton     | 6568 pkt. | Tallinn  | 6 lutego 2011    |
| Rekord halowych mistrzostw świata | Dan O’Brien      | 6476 pkt. | Toronto  | 14 marca 1993    |
| Lider tabel sezonu 2012           | Ołeksij Kasjanow | 6237 pkt. | Zaporoże | 28 stycznia 2012 |

## Terminarz
| Data          | Godzina | Runda                          |
| ------------- | ------- | ------------------------------ |
| 9 marca 2012  | 11:35   | Bieg na 60 metrów              |
| 9 marca 2012  | 12:35   | Skok w dal                     |
| 9 marca 2012  | 17:40   | Pchnięcie kulą                 |
| 9 marca 2012  | 18:50   | Skok wzwyż                     |
| 10 marca 2012 | 9:30    | Bieg na 60 metrów przez płotki |
| 10 marca 2012 | 10:30   | Skok o tyczce                  |
| 10 marca 2012 | 18:20   | Bieg na 1000 metrów            |

## Rezultaty
| CR – rekord mistrzostw \| NR – rekord kraju |

### Bieg na 60 m
| Poz. | Zawodnik           | Reprezentacja     | Rezultat | Punkty | Uwagi |
| ---- | ------------------ | ----------------- | -------- | ------ | ----- |
| 1    | Ashton Eaton       | Stany Zjednoczone | 6.79     | 958    |       |
| 2    | Ołeksij Kasjanow   | Ukraina           | 6.87     | 929    |       |
| 3    | Yordani García     | Kuba              | 7.02     | 875    |       |
| 4    | Artiom Łukjanienko | Rosja             | 7.07     | 858    |       |
| 5    | Adam Helcelet      | Czechy            | 7.19     | 816    |       |
| 6    | Mikk Pahapill      | Estonia           | 7.27     | 789    | SB    |
| 7    | Ilja Szkurieniow   | Rosja             | 7.39     | 749    |       |
| 8    | Andrej Krauczanka  | Białoruś          | 7.46     | 726    |       |

### Skok w dal
| Poz. | Zawodnik           | Reprezentacja     | #1   | #2   | #3   | Rezultat | Punkty | Uwagi | Po 2/5 |
| ---- | ------------------ | ----------------- | ---- | ---- | ---- | -------- | ------ | ----- | ------ |
| 1    | Ashton Eaton       | Stany Zjednoczone | 8.16 | x    | —    | 8.16     | 1102   | PB    | 2060   |
| 2    | Ołeksij Kasjanow   | Ukraina           | 7.62 | x    | 7.68 | 7.68     | 980    |       | 1909   |
| 3    | Ilja Szkurieniow   | Rosja             | 7.30 | 7.50 | x    | 7.50     | 935    | PB    | 1684   |
| 4    | Artiom Łukjanienko | Rosja             | 7.26 | 7.38 | 7.17 | 7.38     | 905    | PB    | 1763   |
| 5    | Andrej Krauczanka  | Białoruś          | x    | 7.36 | x    | 7.36     | 900    |       | 1626   |
| 6    | Adam Helcelet      | Czechy            | x    | 7.24 | 7.05 | 7.24     | 871    |       | 1687   |
| 7    | Mikk Pahapill      | Estonia           | 6.74 | 6.70 | x    | 6.74     | 753    |       | 1542   |
| 8    | Yordani García     | Kuba              | x    | 6.48 | 6.64 | 6.64     | 729    | SB    | 1604   |

### Pchnięcie kulą
| Poz. | Zawodnik           | Reprezentacja     | #1    | #2    | #3    | Rezultat | Punkty | Uwagi | Po 3/7 |
| ---- | ------------------ | ----------------- | ----- | ----- | ----- | -------- | ------ | ----- | ------ |
| 1    | Ołeksij Kasjanow   | Ukraina           | 15.24 | 14.76 | 14.61 | 15.24    | 804    |       | 2713   |
| 2    | Andrej Krauczanka  | Białoruś          | 14.71 | 14.61 | 14.90 | 14.90    | 784    | SB    | 2410   |
| 3    | Ashton Eaton       | Stany Zjednoczone | x     | 13.89 | 14.56 | 14.56    | 763    | SB    | 2823   |
| 4    | Mikk Pahapill      | Estonia           | 14.54 | 14.11 | 14.48 | 14.54    | 761    |       | 2303   |
| 5    | Artiom Łukjanienko | Rosja             | 13.19 | 14.35 | x     | 14.35    | 750    |       | 2513   |
| 6    | Yordani García     | Kuba              | 14.18 | x     | x     | 14.18    | 739    | SB    | 2343   |
| 7    | Adam Helcelet      | Czechy            | 13.97 | 13.97 | 14.04 | 14.04    | 731    |       | 2418   |
| 8    | Ilja Szkurieniow   | Rosja             | 12.62 | 13.06 | 13.39 | 13.39    | 691    | PB    | 2375   |

### Skok wzwyż
| Poz. | Zawodnik           | Reprezentacja     | 1.88 | 1.91 | 1.94 | 1.97 | 2.00 | 2.03 | 2.06 | 2.09 | Rezultat | Punkty | Uwagi | Po 4/7 |
| ---- | ------------------ | ----------------- | ---- | ---- | ---- | ---- | ---- | ---- | ---- | ---- | -------- | ------ | ----- | ------ |
| 1    | Adam Helcelet      | Czechy            | –    | o    | –    | o    | xo   | xxo  | o    | xxx  | 2.06     | 859    | PB    | 3277   |
| 2    | Yordani García     | Kuba              | –    | o    | o    | xo   | o    | o    | xo   | xxx  | 2.06     | 859    | SB    | 3202   |
| 3    | Ashton Eaton       | Stany Zjednoczone | –    | o    | o    | o    | o    | o    | –    | xxx  | 2.03     | 831    | SB    | 3654   |
| 3    | Andrej Krauczanka  | Białoruś          | –    | o    | –    | o    | o    | o    | xxx  |      | 2.03     | 831    | SB    | 3241   |
| 5    | Ilja Szkurieniow   | Rosja             | o    | o    | o    | o    | xxo  | o    | xxx  |      | 2.03     | 831    |       | 3206   |
| 6    | Ołeksij Kasjanow   | Ukraina           | –    | xo   | o    | o    | xxx  |      |      |      | 1.97     | 776    |       | 3489   |
| 6    | Artiom Łukjanienko | Rosja             | –    | xo   | o    | o    | xxx  |      |      |      | 1.97     | 776    |       | 3289   |
| 8    | Mikk Pahapill      | Estonia           | –    | o    | xxo  | xxx  |      |      |      |      | 1.94     | 749    | SB    | 3052   |

### Bieg na 60 m przez płotki
| Poz. | Zawodnik           | Reprezentacja     | Rezultat | Punkty | Uwagi | Po 5/7 |
| ---- | ------------------ | ----------------- | -------- | ------ | ----- | ------ |
| 1    | Ashton Eaton       | Stany Zjednoczone | 7.68     | 1064   |       | 4718   |
| 2    | Ilja Szkurieniow   | Rosja             | 8.10     | 957    | PB    | 4163   |
| 3    | Artiom Łukjanienko | Rosja             | 8.13     | 949    |       | 4238   |
| 4    | Yordani García     | Kuba              | 8.13     | 949    | SB    | 4151   |
| 5    | Adam Helcelet      | Czechy            | 8.16     | 942    |       | 4219   |
| 6    | Andrej Krauczanka  | Białoruś          | 8.21     | 930    | SB    | 4171   |
| 7    | Ołeksij Kasjanow   | Ukraina           | 8.39     | 886    |       | 4375   |
| 8    | Mikk Pahapill      | Estonia           | DNF      | 0      |       | 3052   |

### Skok o tyczce
| Poz. | Zawodnik           | Reprezentacja     | Rezultat | Punkty | Uwagi | Po 6/7 |
| ---- | ------------------ | ----------------- | -------- | ------ | ----- | ------ |
| 1    | Ashton Eaton       | Stany Zjednoczone | 5.20     | 972    | SB    | 5690   |
| 2    | Artiom Łukjanienko | Rosja             | 5.00     | 910    | PB    | 5148   |
| 3    | Ilja Szkurieniow   | Rosja             | 4.90     | 880    |       | 5043   |
| 4    | Ołeksij Kasjanow   | Ukraina           | 4.80     | 849    | SB    | 5224   |
| 5    | Andrej Krauczanka  | Białoruś          | 4.80     | 849    | SB    | 5020   |
| 6    | Adam Helcelet      | Czechy            | 4.70     | 819    |       | 5038   |
| 7    | Yordani García     | Kuba              | 4.60     | 790    |       | 4941   |
|      | Mikk Pahapill      | Estonia           | DNS      |        |       |        |

### Bieg na 1000 m
| Poz. | Zawodnik           | Reprezentacja     | Rezultat | Punkty | Uwagi |
| ---- | ------------------ | ----------------- | -------- | ------ | ----- |
| 1    | Ashton Eaton       | Stany Zjednoczone | 2:32.78  | 955    |       |
| 2    | Ilja Szkurieniow   | Rosja             | 2:41.66  | 855    | PB    |
| 3    | Ołeksij Kasjanow   | Ukraina           | 2:42.41  | 847    |       |
| 4    | Adam Helcelet      | Czechy            | 2:43.05  | 840    | PB    |
| 5    | Artiom Łukjanienko | Rosja             | 2:44.82  | 821    | PB    |
| 6    | Yordani García     | Kuba              | 2:50.21  | 763    |       |
| 7    | Andrej Krauczanka  | Białoruś          | 2:53.83  | 726    |       |

### Siedmiobój
| Poz. | Zawodnik           | Reprezentacja     | Punkty | Uwagi |
| ---- | ------------------ | ----------------- | ------ | ----- |
|      | Ashton Eaton       | Stany Zjednoczone | 6645   | WR    |
|      | Ołeksij Kasjanow   | Ukraina           | 6071   |       |
|      | Artiom Łukjanienko | Rosja             | 5969   |       |
| 4    | Ilja Szkurieniow   | Rosja             | 5898   |       |
| 5    | Adam Helcelet      | Czechy            | 5878   |       |
| 6    | Andrej Krauczanka  | Białoruś          | 5746   |       |
| 7    | Yordani García     | Kuba              | 5704   |       |
|      | Mikk Pahapill      | Estonia           | DNF    |       |